# Cotximís
Els cotximí (castellà: cochimí) són un poble indígena de Mèxic. També són coneguts com a «diegueños» o «laymon», però, ells es diuen a si mateixos m'ti-pa. Els cotximí viuen a l'estat de Baixa Califòrnia. El darrer cens del 2000 va registrar només 82 parlants de la llengua cotximí.

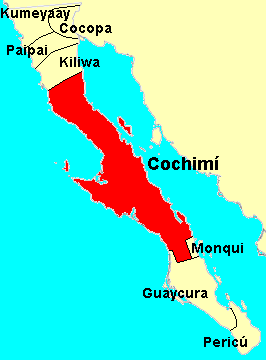
Territoris històrics dels cotximís a la Baixa Califòrnia Sud.

## Distribució geogràfica
Actualment la majoria de cotximís viuen en la comunitat de la Huerta i a San Antonio Necua o Cañón de los Encinos. Ocupen un territori de 3.272
 de terres regades per bombament i sembren fesol, blat de moro, cítrics i altres arbres fruiters i tenen també alguns caps de bestiar.

## Història
Des del primer contacte amb els europeus fa uns tres cents anys, els cotximís han ocupat la part central de la península de Baixa Califòrnia. Originalment no existien grans assentaments i eren bàsicament nòmada. Els guamas o bruixots tenien un lloc important en la cultura original, en la qual no existia ni l'escriptura, ni manifestacions artístiques formals. Vivien de la recol·lecció i la pesca, i no practicaven l'agricultura ni posseïen guanyat.
Un dels seus mites deia que provenien del nord, des que els seus avantpassats van ser vençuts en una gran contesa i havien fugit cap al sud en ser perseguits pels seus vencedors, i van refugiar-se a les muntanyes de la Península de Baixa Califòrnia. Coneixien l'existència dels pobladors de la Península anteriors a ells que eren de major alçada i que havien pintat a les coves, figures d'animals i homes. Però no donaven raó d'ells ni de la seva extinció.
Dividien l'any en sis parts, la primera anomenada mejibó, transcrita també com meyibó, que és la temporada de la pitahaya. Aquest període de l'any era para ells el temps més alegre i apreciable; comprenia part del que actualment és juliol i agost.